# Raggadish
Raggadish var ett ungdomsprogram som sändes i SVT 2004 - 2006. Programledare var David Bexelius.
Programmet bestod bland annat av reportage om ungdomar och kändisar och innehöll de små satirserierna Big Bullshit (satir på dokusåpan Big Brother), Extreme Fakeover (satir på reality-programmet Extreme Makeover) och Dr Bill (satir på talkshowen Dr Phil). Dr Bill och hans klienter spelades av Omid Khansari.